# 雅思敏·高里
雅思敏·高里（英語：Yasmeen Ghauri）是活跃于20世纪80年代末和90年代的加拿大名模，以其摇曳生姿的台步而著称。其父亲是巴基斯坦人，母亲是德国人。